# پل بونیان
پل بانیان یک چوب‌بر غول پیکر و قهرمان فولکلور در فولکلور آمریکایی و کانادایی است. داستان‌های بلند او حول کارهای مافوق بشری او می‌چرخد، و معمولاً با بیب گاو آبی، حیوان خانگی و حیوان کارش همراهی می‌کند. این شخصیت از فرهنگ شفاهی چوب‌بران آمریکای شمالی سرچشمه گرفت و بعداً توسط نویسنده مستقل ویلیام بی لاگهد (۱۸۸۲–۱۹۵۸) در یک جزوه تبلیغاتی در سال ۱۹۱۶ برای شرکت Red River Lumber محبوبیت یافت. او دستخوش تصنیف‌های مختلف ادبی، قطعات موسیقی، آثار تجاری و تولیدات تئاتری بوده‌است. شباهت او در تعدادی مجسمه بزرگ در سراسر آمریکای شمالی به نمایش گذاشته شده‌است.

## ریشه‌شناسی
فرضیه‌های زیادی در مورد ریشه‌شناسی نام پل بونیان وجود دارد. بسیاری از تفسیرها بر ریشه فرانسوی-کانادایی این نام متمرکز هستند. از نظر آوایی، Bunyan شبیه به عبارت کبکویی "bon yenne!" ابراز تعجب یا حیرت. نام خانوادگی انگلیسی Bunyan از همان ریشه "انحراف شست" در فرانسوی باستان bugne گرفته شده‌است که به یک توده یا تورم بزرگ اشاره دارد. چندین محقق تلاش کرده‌اند تا پل بونیان را به شخصیت بون ژان از فرهنگ عامه فرانسوی کانادایی ردیابی کنند.

## در فرهنگ عامه

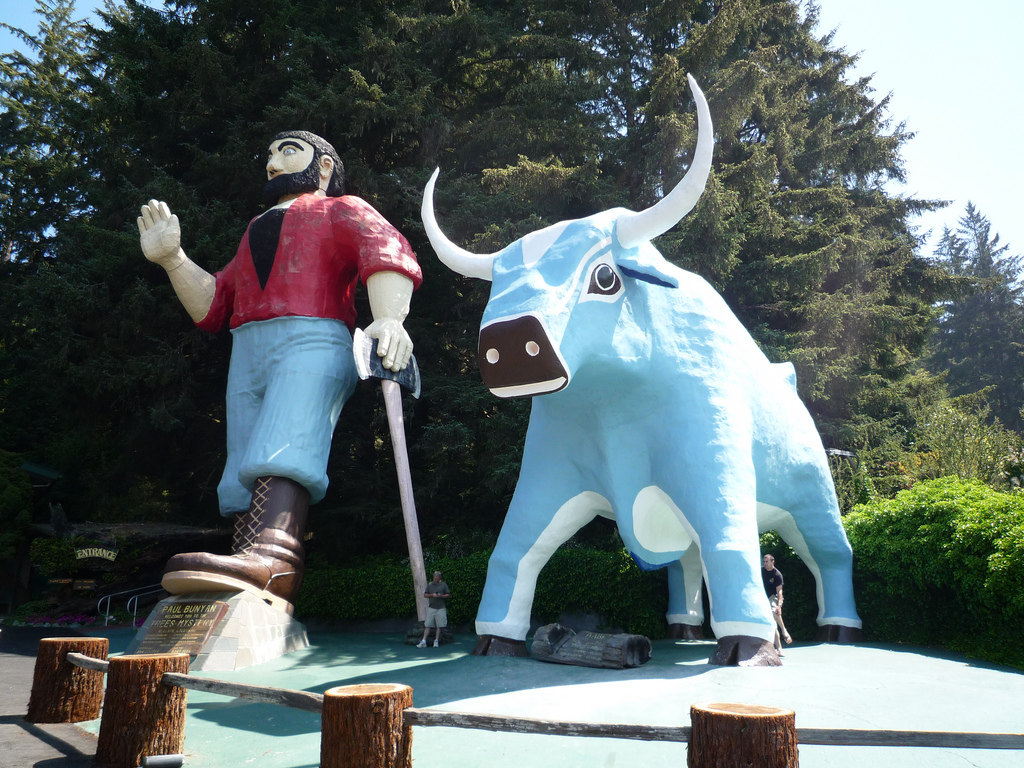
مجسمه‌های پل بونیان (۴۹ فوت) و بیب گاو آبی (۳۵ فوت) در درختان اسرارآمیز در نزدیکی کلیمت، کالیفرنیا. به اندازه بازدیدکنندگان روی سُم بیب توجه کنید.

کمپین تبلیغاتی ویلیام لاگهد در سال ۱۹۱۶ برای شرکت چوب رودخانه قرمز، پل بونیان را به سمت شهرت ملی سوق داد و جذابیت بازاریابی او را ایجاد کرد که تا قرن بیست و یکم ادامه دارد. در سراسر قرن بیستم، نام و تصویر پل بونیان همچنان برای تبلیغ محصولات، شهرها و خدمات مختلف مورد استفاده قرار می گرفت. در سرتاسر آمریکای شمالی، مجسمه های غول پیکر پل بونیان برای ترویج تجارت محلی و گردشگری ساخته شد. بخش قابل توجهی از آنها از دهه ۱۹۶۰ تا ۱۹۷۰ توسط شرکت اینترنشنال فایبرگلاس به عنوان بخشی از مجموعه مجسمه های فایبر گلاس غول پیکر "مرد خفه کن" تولید شد.
از سال ۲۰۱۴، یک مسیر دوچرخه‌سواری آسفالت‌شده نام «مسیر پل بونیان» را دارد و ۱۲۰ مایل را در بر می‌گیرد، از پارک ایالتی کرو وینگ تا پارک ایالتی دریاچه بمیجی در مینه‌سوتا. بسیاری از شهرهایی که مسیر از آنها می گذرد، زیورآلات و اقلام جدید پل بونیان را می فروشند. ماراتن بمیجی گل آبی (شروع در سال ۲۰۱۳) در امتداد مسیر ایالتی پل بونیان، در اطراف دریاچه بمیجی و از کنار مجسمه‌های پل بونیان و بیب گاو آبی می‌گذرد. مجسمه های بمیجی پل بونیان و بیب، گاو آبی، در مجموعه تلویزیونی فارگو ظاهر می شود.
مجسمه او همچنین به طور خلاصه در فیلم فارگو محصول سال ۱۹۹۶ نشان داده شده است. 
مجسمه پل بونیان واقع در بانگور، مین به طور مرتب در رمان آن اثر استیون کینگ ذکر شده است.